# Joséphine Jobert
Pour les articles homonymes, voir Jobert.
Joséphine Jobert est une actrice et chanteuse française, née le 24 avril 1985 à Paris.
Elle est notamment connue pour avoir joué dans les séries jeunesses Nos années pension de 2007 à 2009 et Foudre de 2007 à 2011. De 2013 à 2014, elle fait partie de la distribution de Sous le soleil de Saint-Tropez. De 2015 à 2022, elle joue dans la série franco-britannique Meurtres au paradis.

## Biographie

### Enfance, famille et formation
Joséphine Jobert est née dans une famille française, bourguignonne et pied-noire par son père, martiniquaise, espagnole et chinoise par sa mère.
Elle est issue d'une famille qui compte de nombreux artistes : son père, Charles Jobert, est directeur de la photographie, et sa mère, Véronique Mucret-Rouveyrollis, est photographe, auteure-compositrice-interprète, scénariste et réalisatrice, elle a pour tantes l'actrice Marlène Jobert (du côté paternel) et la chanteuse et actrice Mino (du côté maternel), et comme cousines l'actrice Eva Green et la chanteuse Elsa Lunghini,.
En 1997, âgée de 12 ans, elle part vivre avec ses parents à Montréal, au Canada, où elle étudie à l'école de musique Coda pendant huit ans. Elle y prend des cours pour devenir chanteuse et comédienne et fait ses premiers pas à la télévision. Avec ses amis et ses parents, elle participe à la création de chansons, de clips, d’une web série et d'une télévision sur internet. Pour sa formation, elle suit les ateliers de théâtre Stéphane Belugou et au studio du Marais pour de la danse à Paris.

### Carrière

#### Années 2000
En 2005, à l'âge de 20 ans, elle décide de revenir en France pour y tenter sa chance. Le public la découvre deux ans plus tard, en 2007 dans Nos années pension. Elle est également chanteuse sur les bandes originales de la série, desquelles seront tirés trois albums. En 2007, elle joue le rôle d'Alice dans Foudre (élue Meilleures séries jeunesse au Festival de la fiction TV de La Rochelle 2008) aux côtés de Charles Templon et David Tournay et diffusées toutes deux sur France 2.
Le 1er septembre 2007, elle participe à l'émission Fort Boyard en faveur de l'association Le Blé de l'espérance avec les acteurs de Foudre et de  Plus belle la vie. Elle y participe une seconde fois le 11 juillet 2009 en faveur de l'Institut Pasteur, mais son équipe échoue en fin d'émission.

#### Années 2010
En 2012, elle intègre la distribution de la série Sous le soleil de Saint-Tropez, diffusée de 2013 à 2014 sur TMC, aux côtés d'Adeline Blondieau et de Christine Lemler.
À partir de septembre 2013, elle fait partie de la série Cut !, où elle interprète Victoire Vila. Elle retrouve ainsi les créateurs de la série Foudre.
En 2014 elle joue dans la saison 2 de Villa Karayib .
De 2015 à 2019, l'actrice figure dans la distribution des  saisons 4 à 8 de la série franco-britannique Meurtres au paradis, dans le rôle du sergent Florence Cassel. Elle met un terme à sa participation pour des raisons personnelles et professionnelles.
En 2019, elle rejoint la saga de l'été de TF1 Le temps est assassin, où elle tient le rôle d'une chanteuse.

#### Années 2020
Entre 2021 et 2024, elle reprend le rôle du Sergent Florence Cassel dans les saisons 10, 11, et 13 de la série Meurtres au paradis.

## Filmographie
Sauf indication contraire, les informations mentionnées dans cette section peuvent être confirmées par les bases de données cinématographiques IMDb et Allociné,  présentes dans la section « Liens externes ».

### Cinéma
- 2012 : Enquête d'amour  de Véronique Mucret Rouveyrollis : Jo
- 2013 : Paroles de Véronique Mucret Rouveyrollis : Esméralda / la réalisatrice
- 2016 : The Establishment de Simon J Knight : Rebecca Hart

### Télévision

#### Téléfilms
- 2011 : Moi à ton âge de Bruno Garcia : Yasmine
- 2023 : Meurtres dans le Cantal (collection Meurtres à...) de Sandrine Cohen : Sarah Hoareau[7]

#### Séries télévisées
- 2007-2010[réf. nécessaire] : Nos années pension : Amel Habib (rôle principal saisons 1 à 3, puis invitée saison 4)
- 2007-2011 : Foudre : Alice Watson (rôle principal)
- 2010 : Mes amis, mes amours, mes emmerdes... : Lucie, une garagiste (saison 2, épisode 6 : Tout feu, tout flamme)
- 2011 : Emma Shine de Michel Hassan et Olivier Ruan : Zoé (épisode pilote)[réf. nécessaire]
- 2013 : Alice Nevers : Le juge est une femme : Djamila (saison 11, épisode 6 : 'Amazones)
- 2013-2014 : Sous le soleil de Saint-Tropez : Roxanne (rôle principal)
- 2013-2015 : Cut ! : Victoire Vila (rôle principal saisons 1 et 2)
- 2014 : Villa Karayib : Kannelle Benneteau de la Prairie (rôle principal)
- 2015-2019 puis 2021-2022 et 2024 : Meurtres au paradis : sergent Florence Cassel[8] (rôle principal saisons 4 à 8 puis 10 et 11, puis rôle récurrent saison 13)
- 2019 : Le temps est assassin (mini-série) de Claude-Michel Rome : Maria Chiara Baldi (4 épisodes)
- 2019 : Nina : Joy (saison 5, épisode 10 : En mal d'enfant)
- 2020 :  Avenue 5 : une passagère (saison 1, épisode 6 : À cause de vos oreilles ?)
- 2024 :  ConcordIA (mini-série) de Barbara Eder : Mathilde (rôle secondaire)
- 2025 : O.P.J., épisode Malgré elle : Adèle Meyer
- 2025 : Saint-Pierre : commandant Geneviève « Arch » Archambault (rôle principal)

## Discographie

### Albums
- 2007 : Nos années pension (bande originale de la première saison de la série homonyme)
- 2008 : Nos années pension 2 (bande originale de la deuxième saison)
- 2009 : Nos années pension 3 (bande originale de la troisième saison)

### Clips
- 2007 : Pour la vie, single de l'album Nos années pension